# نظرية المعرفة الرسمية
تستخدم نظرية المعرفة الرسمية أساليب رسمية من نظرية القرار والمنطق ونظرية الاحتمالات ونظرية الحاسوبية لفهم القضايا ذات الاهتمام المنطقي والمعرفي. على سبيل المثال، قد يستخدم عالم المعرفة الرسمي نظرية الاحتمالات لشرح كيفية عمل التفكير العلمي. يشمل العمل في هذا المجال العديد من المجالات الأكاديمية، بما في ذلك الفلسفة وعلوم الكمبيوتر والاقتصاد والإحصاء. يميل تركيز نظرية المعرفة الرسمية إلى الاختلاف إلى حد ما عن نظرية المعرفة التقليدية، حيث تحظى موضوعات مثل عدم اليقين والاستقراء ومراجعة المعتقد باهتمام أكبر من تحليل المعرفة والشك والقضايا ذات التبرير.